# Vedskølle
Vedskølle is een plaats in de Deense regio Seeland, gemeente Køge, en telt 292 inwoners (2008).